# Comitê Olímpico de Maurício
O Comitê Olímpico de Maurício (em inglês:  Mauritius Olympic Committee e em francês:  Comité olympique de Maurice) é o Comitê Olímpico Nacional de Maurício. Esta organização foi fundada em 1971, em Porto Luís, e reconhecida pelo Comitê Olímpico Internacional (COI) no ano seguinte. O atual presidente da associação é Philippe Hao Thyn Voon Ha Shun, enquanto que o cargo de secretário-geral é ocupado por Al-Yousouf Bayjoo.
Esta associação foi projetada para gerenciar a organização e valorização do esporte em Maurício e, em particular, a preparação dos atletas mauricianos, para poderem participar nos Jogos Olímpicos. A organização também é um membro da Associação de Comitês Olímpicos Nacionais da África.